# ライヴ1969
『ライヴ1969』（Live 1969）は、サイモン&ガーファンクルのライブ・アルバム。
2008年3月25日にスターバックスの限定盤として発表された。その後、2009年4月14日に通常発売された。
1969年秋のツアーで披露されたサイモンの自作曲「Cuba Si, Nixon No」は収録されなかった。

## 収録曲
特記なき曲はポール・サイモン作。
1. 早く家へ帰りたい - Homeward Bound - 3:04
2. 動物園にて - At the Zoo - 2:07
3. 59番街橋の歌 (フィーリン・グルーヴィー) - The 59th Street Bridge Song (Feelin' Groovy) - 1:56
4. ソング・フォー・ジ・アスキング - Song for the Asking - 2:26
5. エミリー・エミリー - For Emily, Whenever I May Find Her - 2:37
6. スカボロー・フェア／詠唱 - Scarborough Fair/Canticle (Paul Simon, Art Garfunkel) - 3:56
7. ミセス・ロビンソン - Mrs. Robinson - 4:44
8. ボクサー - The Boxer - 4:46
9. 手紙が欲しい - Why Don't You Write Me - 2:56
10. フランク・ロイド・ライトに捧げる歌 - So Long, Frank Lloyd Wright - 3:55
11. ザット・シルバー・ヘアード・ダディ・オブ・マイン - That Silver-Haired Daddy of Mine (Jimmy Long, Gene Autry) - 3:11
12. 明日に架ける橋 - Bridge over Troubled Water - 5:25
13. サウンド・オブ・サイレンス - The Sound of Silence – 3:52
14. アイ・アム・ア・ロック - I Am a Rock – 3:36
15. 旧友／ブックエンドのテーマ - Old Friends/Bookends Theme - 3:22
16. 木の葉は緑 - Leaves That Are Green – 3:23
17. キャシーの歌 - Kathy's Song - 3:53

## 演奏者
- ポール・サイモン - ボーカル、アコースティック・ギター
- アート・ガーファンクル - ボーカル
- フレッド・カーター・Jr - アコースティック・ギター、エレクトリック・ギター
- ラリー・ネクテル - キーボード
- ジョー・オズボーン - ベース
- ハル・ブレイン - ドラムス、コンガ